# Blyths blauwstaart
De Blyths blauwstaart (Tarsiger hyperythrus; syn.: Luscinia hyperythra) is een zangvogel uit de familie vliegenvangers (Muscicapidae).

## Verspreiding en leefgebied
Deze soort komt voor van de Himalaya tot zuidelijk Centraal-China.